# ويندى كرايج
ويندى كرايج (بالإنجليزية: Wendy Craig)‏ هي ممثلة بريطانية، ولدت في 20 يونيو 1934 في المملكة المتحدة.

## وصلات خارجية
- ويندى كرايج على موقع IMDb (الإنجليزية)
- ويندى كرايج على موقع ألو سيني (الفرنسية)
- ويندى كرايج على موقع ميوزك برينز (الإنجليزية)
- ويندى كرايج على موقع أول موفي (الإنجليزية)
- ويندى كرايج على موقع قاعدة بيانات برودواي على الإنترنت (الإنجليزية)
- ويندى كرايج على موقع قاعدة بيانات الأفلام السويدية (السويدية)
- ويندى كرايج على موقع إن إن دي بي (الإنجليزية)
- ويندى كرايج على موقع ديسكوغز (الإنجليزية)
- ويندى كرايج على موقع قاعدة بيانات الفيلم (الإنجليزية)
- ويندى كرايج على موقع كينوبويسك (الروسية)